# Zeche Geitling (Steele-Horst)
Die Zeche Geitling ist ein ehemaliges Steinkohlenbergwerk in Essen-Steele-Horst. Die Zeche war auch unter den Namen Zeche Geitling Gerichts Horst und Zeche Geitlinck bekannt. Die Zeche wurde bereits in den Jahren 1575 bis 1800 als Kohlenwerk im fürstäbtissinschen Archiv erwähnt.

## Bergwerksgeschichte
Am 19. März des Jahres 1772 erfolgte die Belehnung durch den Freiherrn von Wendt. In den Jahren 1788 und 1790 war die Zeche nachweislich in Betrieb. Am 20. Oktober 1792 wurde ein Längenfeld verliehen. Im Jahr 1796 wurde am Schacht 8 Abbau betrieben und im selben Jahr wurde der Schacht 9 geteuft und Schacht Bruno benannt. Im Jahr 1799 waren ein Stollen nahe der Burg Horst und die Schächte 9 und 10 in Betrieb. Ab dem 22. Oktober desselben Jahres wurde das Bergwerk in Fristen gesetzt. Im Jahr 1801 wurde zeitweise wieder Abbau betrieben. Im Jahr 1802 wurden zunächst 48 Ringel Steinkohle am Tag gefördert, ab Mitte des Jahres wurde das Bergwerk erneut in Fristen erhalten.
Ab dem 30. Januar 1804 wurde wieder Abbau am Schacht Bruno betrieben. Im Jahr 1805 wurde an den Schächten Bruno, July und Berlin (Schacht 11) Abbau betrieben. Im Jahr 1810 wurde am Schacht Michael (Schacht 12) Abbau betrieben. Ab März 1813 wurde das Bergwerk außer Betrieb gesetzt. In den Jahren 1814 und 1815 wurde die Zeche Geitling wegen Absatzmangels stillgelegt. Im Jahr 1830 lag das Fördervermögen der Zeche bei 23.000 preußischen Tonnen, ob die Zeche in diesem Jahr in Betrieb war, ist unbekannt. Im Jahr 1837 lag die Zeche Geitling längere Zeit still. Im Jahr 1844 wurde das Flöz unter dem Namen Wohlverwahrt genannt. Die Kohlenhöhe lag bei einer flachen Teufe von 150 bis 180 Metern. Im Jahr 1940 erfolgte die Konsolidation zur Zeche Wohlverwahrt.